# Molice (rostlina)
Plectranthus, česky nazývaný molice, moud či rýmovník, je rod teplomilných rostlin z čeledi hluchavkovitých. V aktuálním pojetí zahrnuje přes tři sta padesát druhů a na základě molekulárních studií do něj byly vřazeny další rody, mj. rod Coleus (pochvatec).

## Popis
Rod zahrnuje zpravidla aromatické, jednoleté i vytrvalé byliny nebo polokeře, často se sukulentními nebo geoxylickými rysy. Listy jsou obvykle vstřícné, jednoduché či vzácně zpeřené, často zdužnatělé; lodyhy jsou na průřezu čtverhranné nebo okrouhlé, často pokryté žláznatými trichomy. Květy jsou oboupohlavné, uspořádané do dlouhého koncového hroznu či laty lichopřeslenů podepřených listeny. Kalich je nálevkovitý nebo trubkovitý, zakončený pěti zuby, koruna výrazně dvoupyská, obvykle modravé, bílé, fialové či žluté barvy. Tyčinky jsou čtyři, přisedlé k hornímu pysku koruny, čnělka pestíku obvykle dvouklaná. Plodem jsou vejčité tvrdky, ploidie 2n = 24–48(–84).

## Rozšíření a ekologie
Oblastí výskytu jsou především tropy Starého světa včetně Austrálie; vyskytuje se prakticky v celé Africe vyjma nejsevernějších států okolo Středozemního moře, na Arabském poloostrově, v Přední a Zadní Indii, v jižní Číně, na ostrovech Indonésie a Papuasie. Introdukovaně rostou někteří jeho zástupci na Novém Zélandu, v Makaronésii nebo ve Střední a Jižní Americe.
Obývá různé biotopy: světlé okraje lesů a křovin, suché travnaté svahy až do horských poloh, degradované okraje komunikací a polních kultur, nebo naopak zalesněná říční údolí v blízkosti moře.

## Taxonomie
Rod je řazen do podčeledi Nepetoideae a tribu Ocimeae, typovým druhem je Plectranthus fruticosus. Fylogeneticky se skládá ze dvou hlavních, morfologicky mírně odlišných větví, z nichž jedna zahrnuje zástupce někdejšího rodu Coleus, druhá rod Plectranthus sensu stricto. Ucelená systematická analýza rodu dosud nebyla provedena a je předmětem diskusí.

### Vybraní zástupci
- Plectranthus amboinicus — pochází z východní Afriky, aromatické lístky se používají v kuchyni jako náhrada oregana. Známý jako rýmovník.
- Plectranthus argentatus

- Plectranthus barbatus
- Plectranthus caninus
- Plectranthus edulis
- Plectranthus esculentus
- Plectranthus fruticosus

- Plectranthus forsteri
- Plectranthus madagascariensis
- Plectranthus parviflorus — oblíbené okrasné rostliny, v Evropě často pěstované v truhlících
- Plectranthus rotundifolius — vytváří jedlé hlízy, kterým se říká africké brambory
- Plectranthus scutellarioides

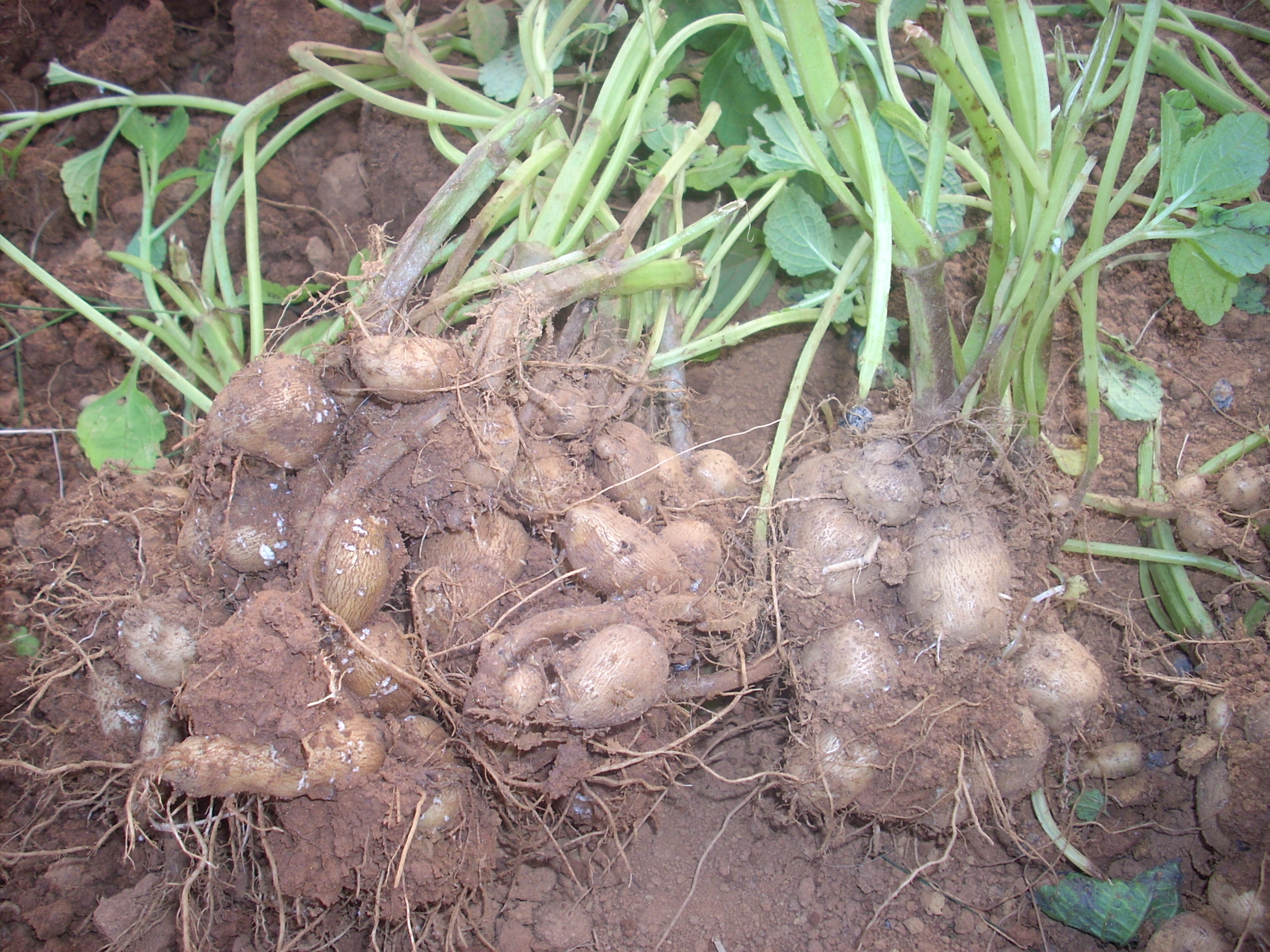
Sklizeň hlíz druhu Plectranthus rotundifolius

- Plectranthus verticillatus — Lidově nazývaný jako Švédský břečťan.

## Význam
V afrických zemích se některé druhy sklízí pro jedlé dužnaté podzemní oddenky a hlízy, mnoho aromatických druhů je lokálně využíváno jako léčivky a koření. Značný význam mají jako okrasné rostliny, pěstované především pro dekorativní listy (tzv. africké kopřivy), méně často pro květy.
V českých podmínkách není žádný z druhů mrazuvzdorný, venku je lze pěstovat pouze jako letničky, celoročně pak jako pokojové nebo kbelíkové rostliny. Existuje nepřeberné množství kultivarů s nápadně vybarvenými listy. Na pěstování jsou nenáročné, vyžadují jen dostatek světla a vláhy, rostliny je vhodné tvarovat zaštipováním a odstraňováním květenství.

## Galerie

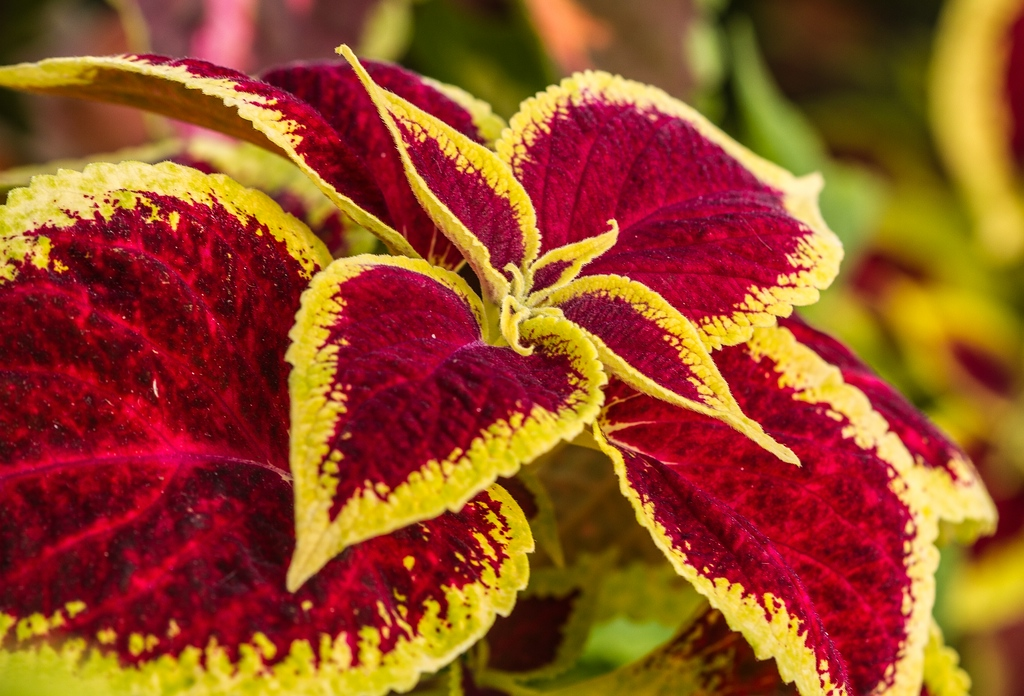
Barevné listy kultivarů druhu Plectranthus scutellarioides (dříve Coleus blumei)
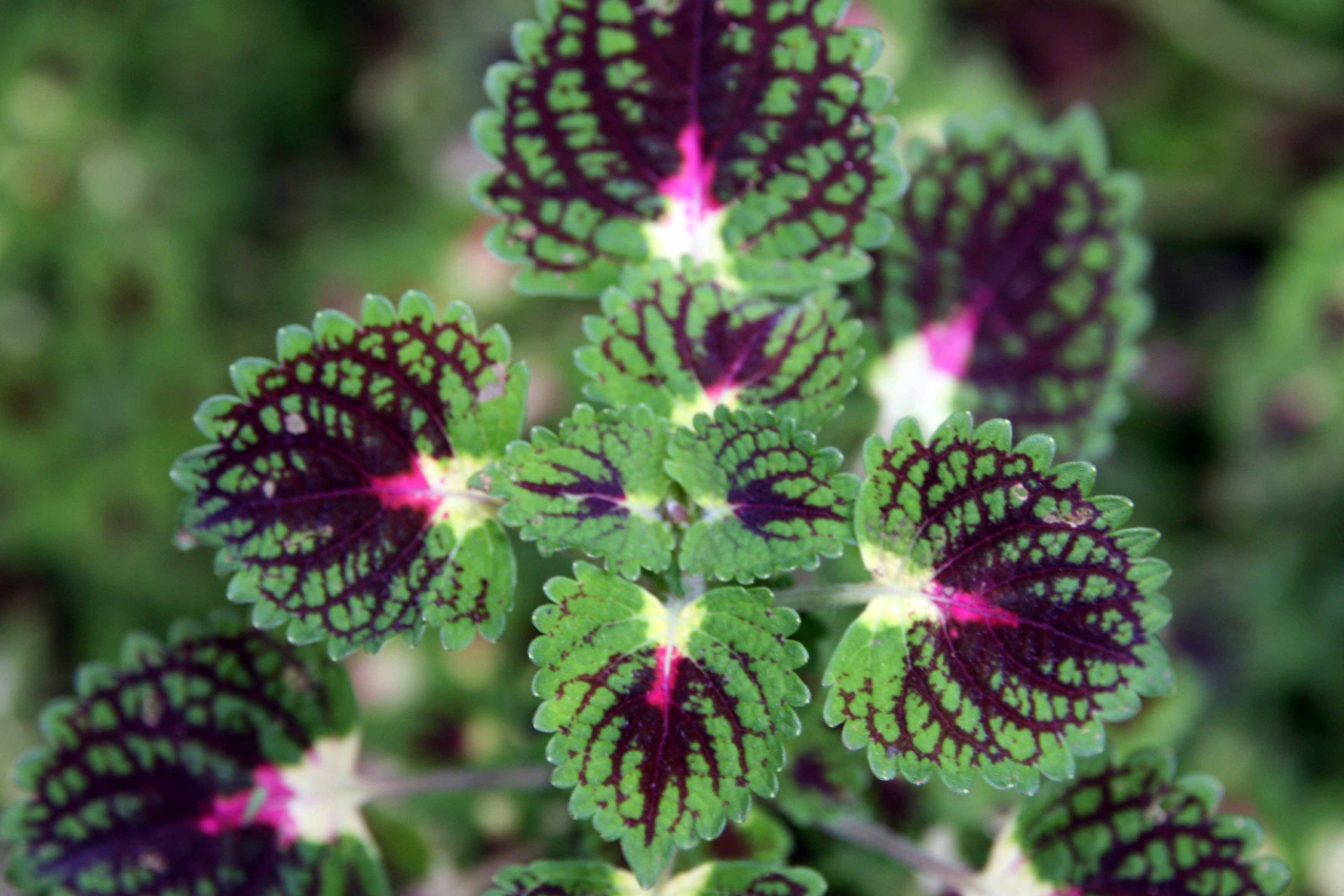
Barevné listy kultivarů druhu Plectranthus scutellarioides (dříve Coleus blumei)
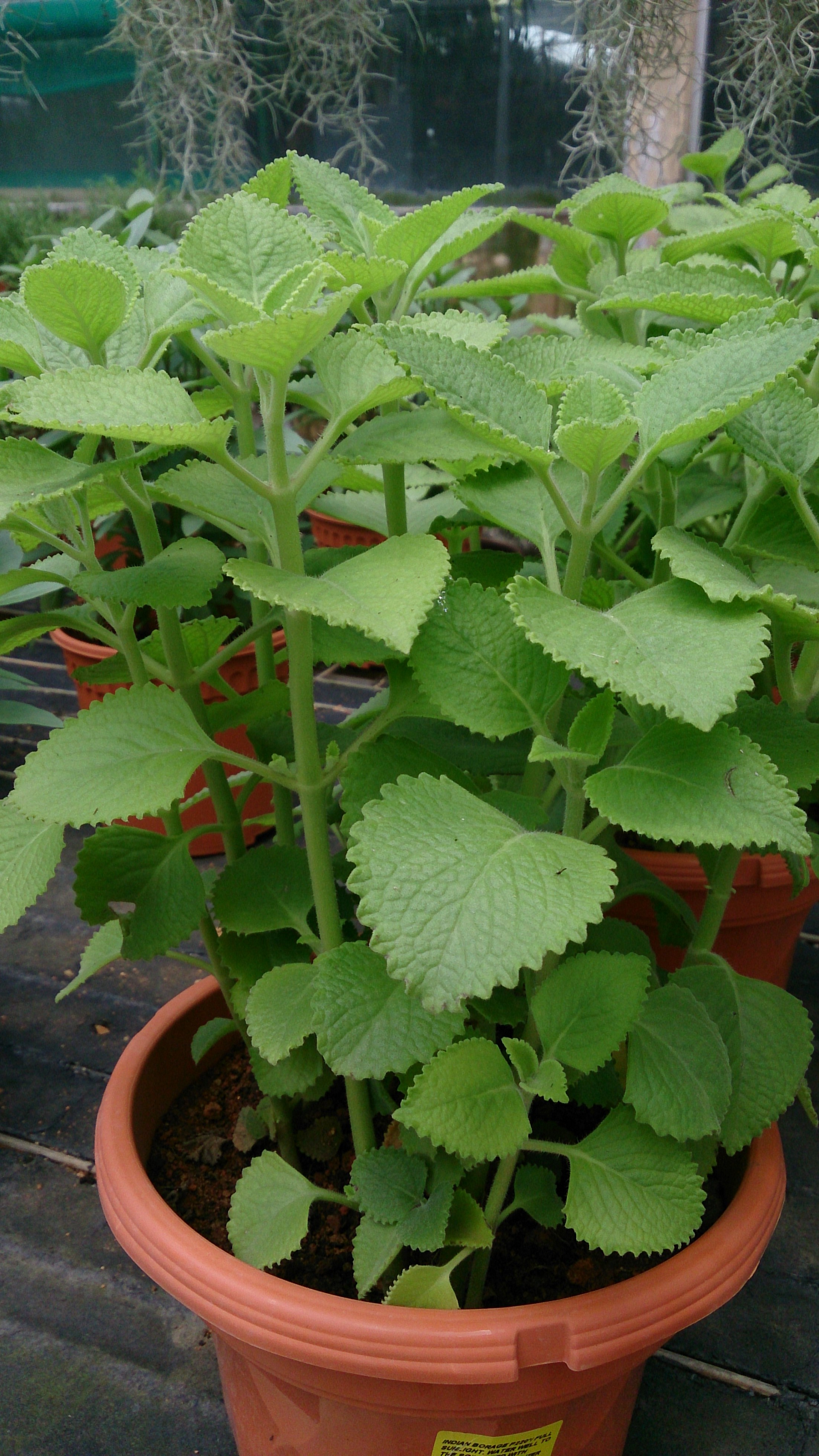
Plectranthus amboinicus
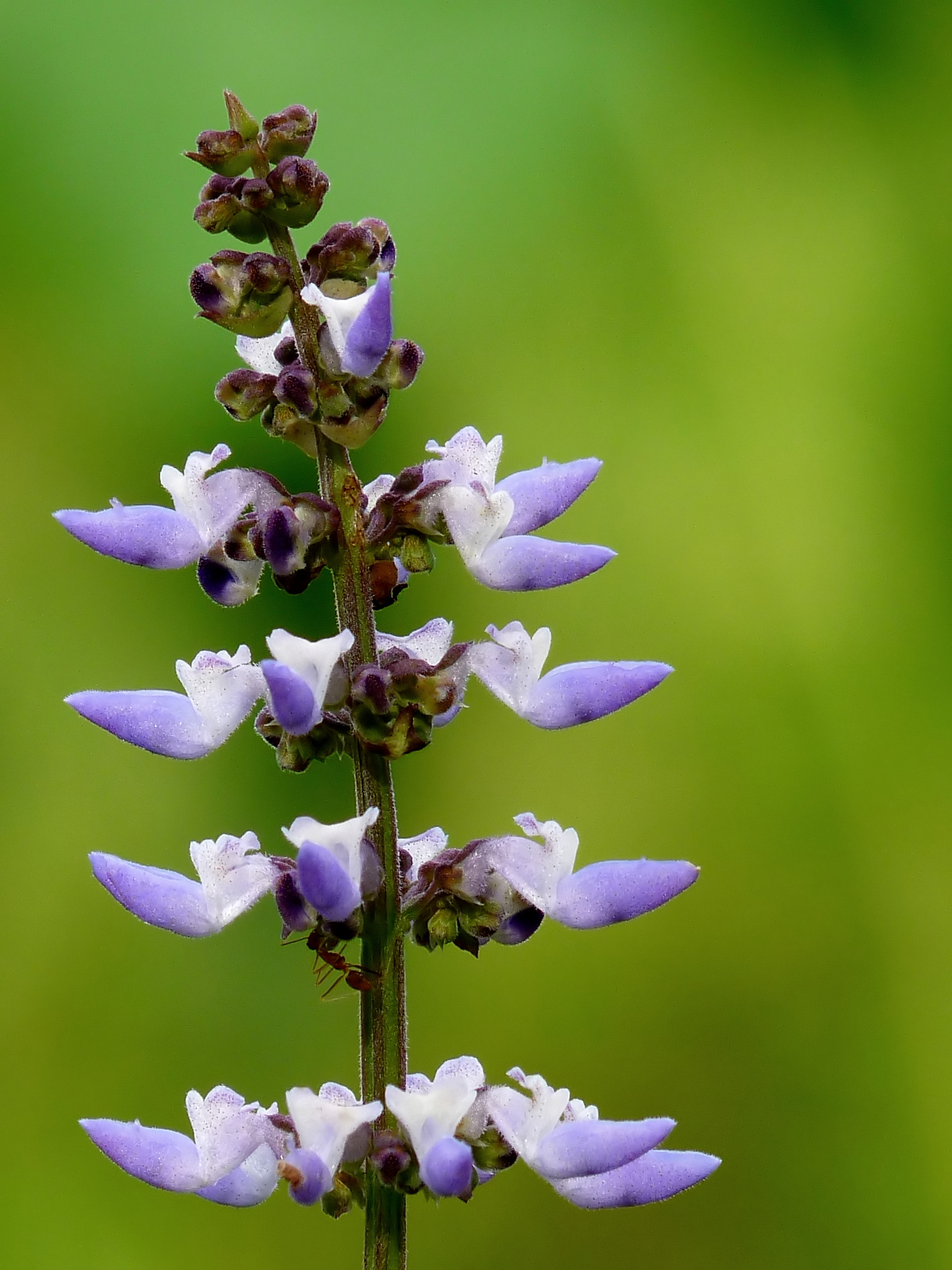
Plectranthus rotundifolius – detail květenství
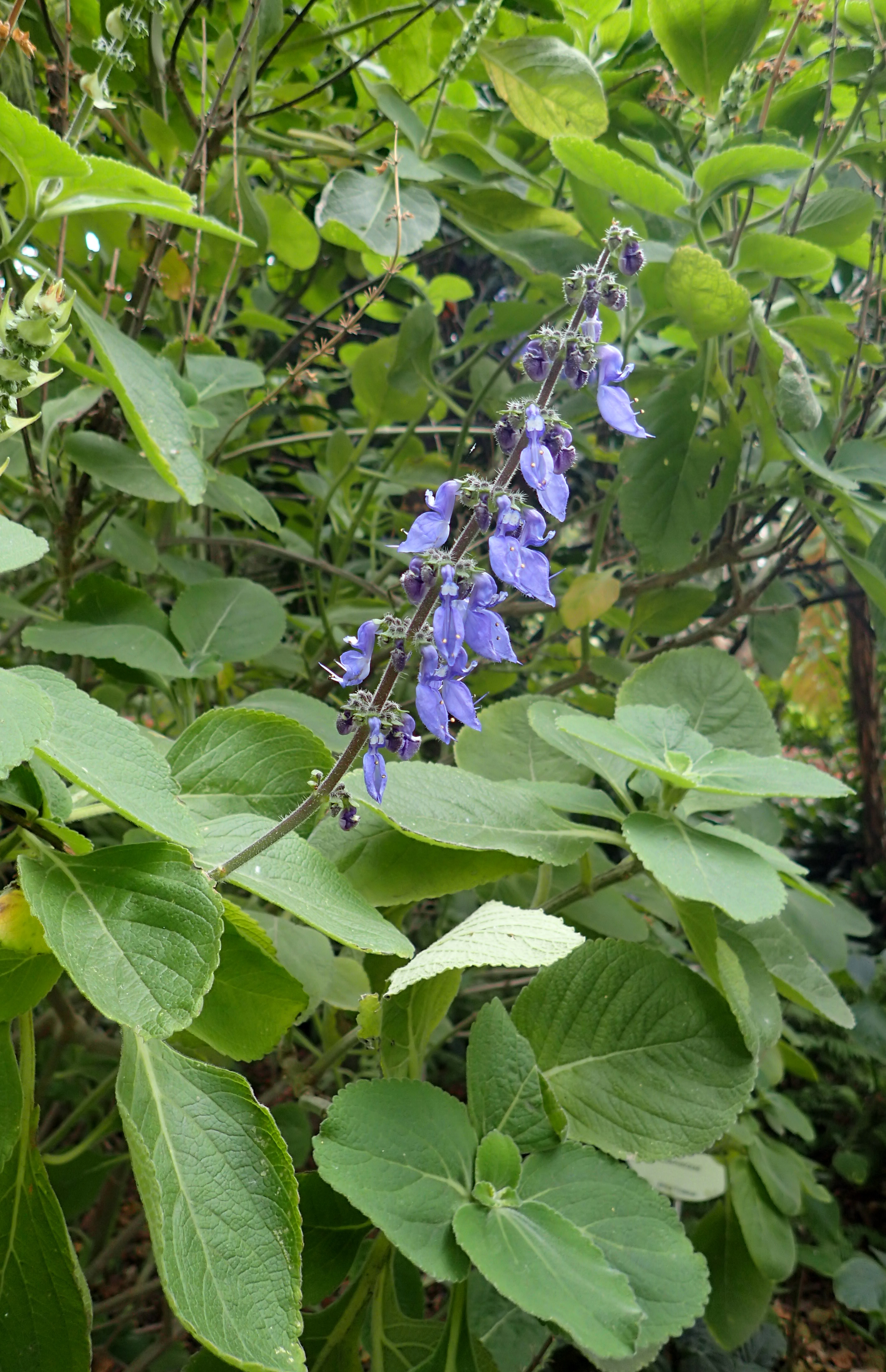
Plectranthus barbatus
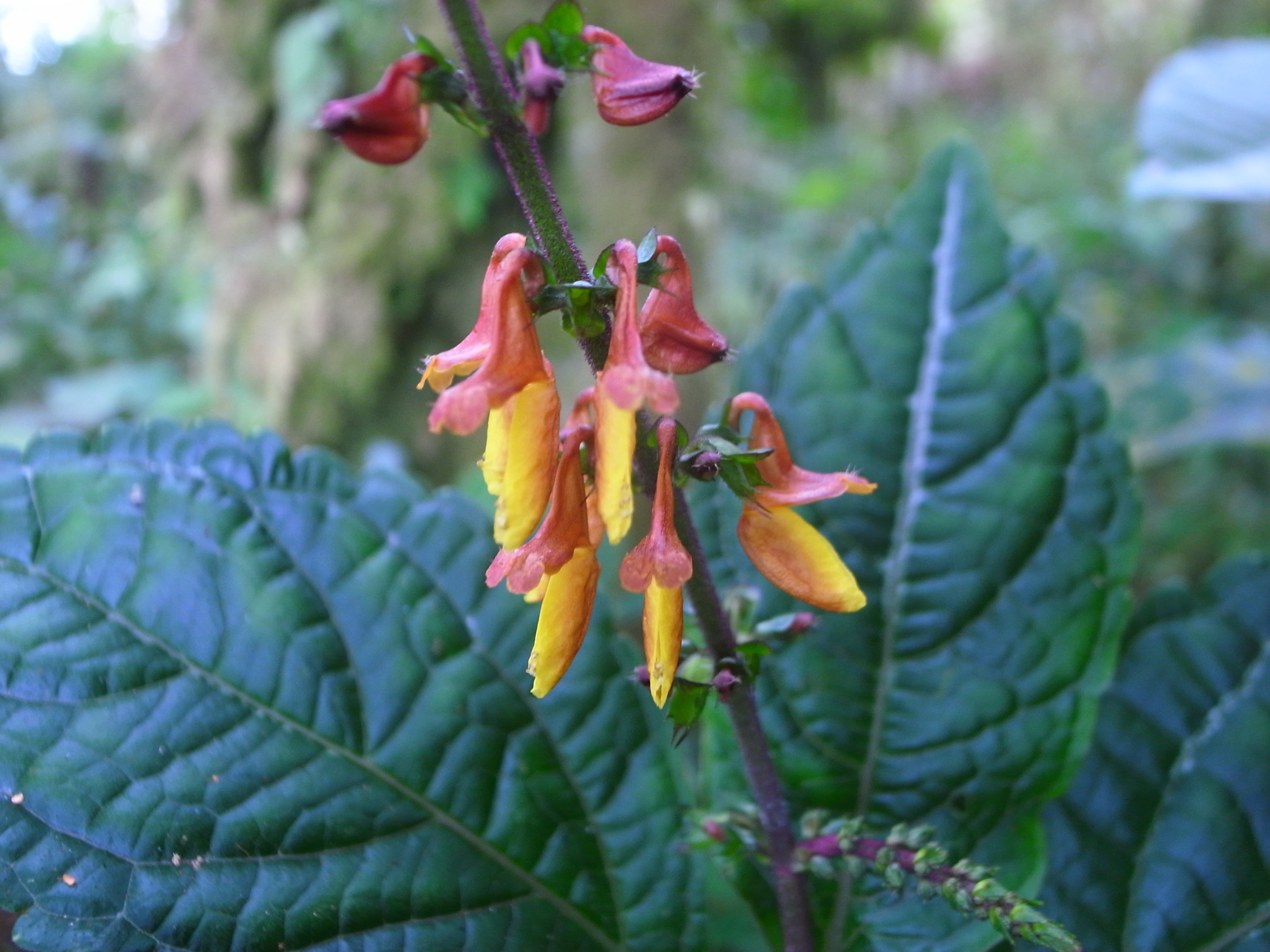
Žlutě kvetoucí Plectranthus decurrens